# Gamlegård, Helsingborg

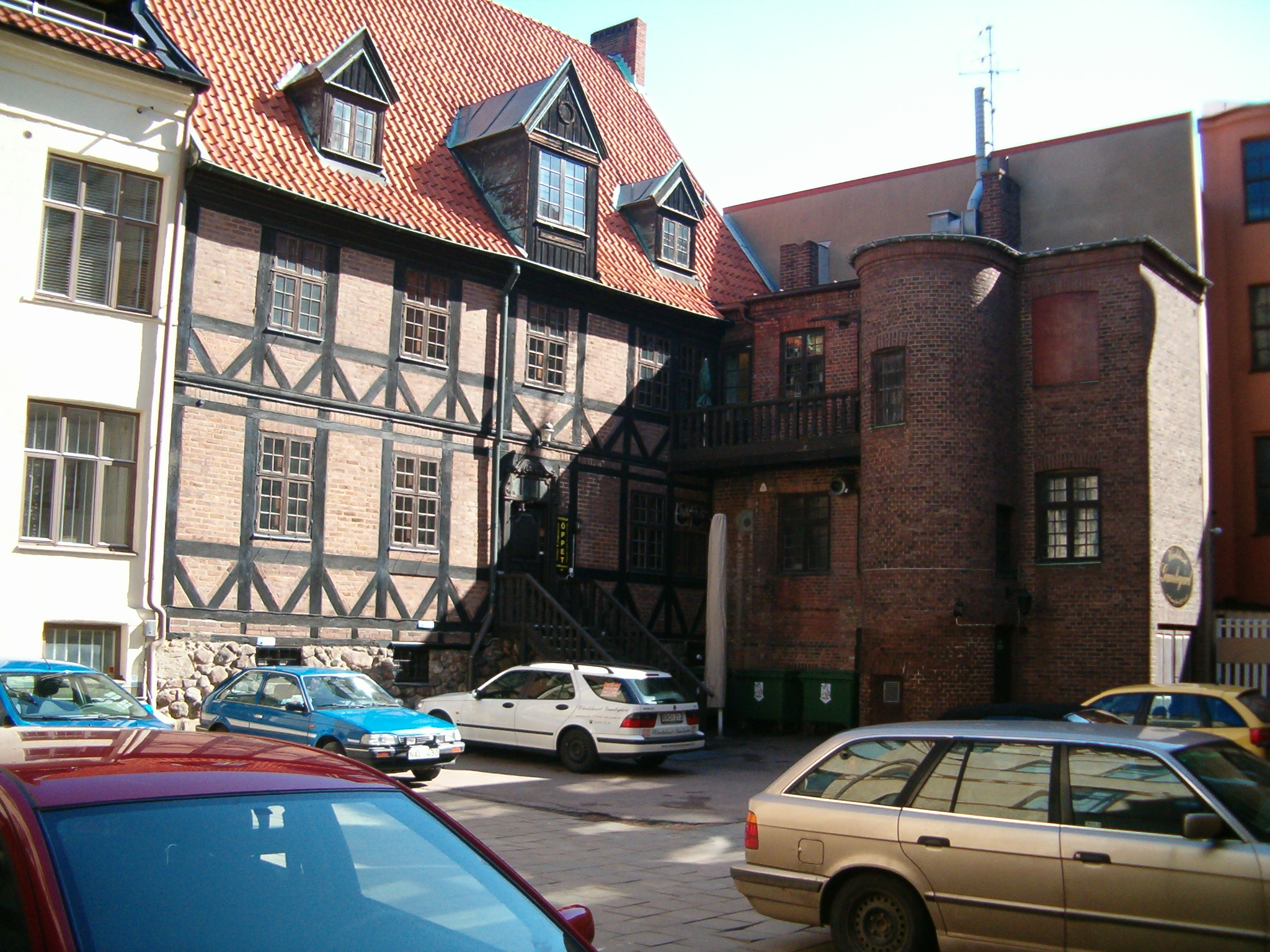
Gamlegård, fasad mot innergården.

Gamlegård är ett korsvirkeshus, som ligger mittemot Henckelska gården på Norra Storgatan i Helsingborg. Huset är uppfört någon gång på 1700-talet, senast 1759, och blev byggnadsminnesmärkt 1967. Gården inhyser numera ordenslokaler för Förbundet FB, som även äger huset, och en restaurang i bottenvåningen.

## Arkitektur
Huset är uppfört i korsvirke i två våningar med källarvåning. Korsvirket utgörs av mörkbrunmålad timra med rödflammigt tegel i facken. Byggnaden representerar den sena korsvirkesbyggnadstraditionen med sparsamma ornament och icke utkragande övervåning. Korsvirket är även blottat in mot innergården bakom, vars fasad på grund av nivåskillnader här är upphöjd från gårdsplanen. Den blottade sockeln är uppbyggd av rundstenar och bryts upp av mindre källarfönster. Från innergården nås byggnaden genom en brunmålad trätrappa. Fönstren är bruna tätspröjsade korspostfönster, som på gatufasaden är placerade i band om tre fönster vid vardera sida av porten, i båda våningarna, medan ett enskilt fönster står över själva porten. Mot gården är fönsterna motsvarande fönsterbanden på gatufasaden endast två med ett murfack mellan sig. Porten mot gatan och dess överstycke är bevarad från tiden då huset var klätt i rokokoskrud. 
Byggnaden har sadeltak klätt i rött taktegel som är svagt utsvängt vid takfoten. På taket har det vid en restaurering år 1921 tillkommit en fönsterförsedd, volutprydd frontespis över mittaxeln med två takkupor på vardera sida, allt klätt i koppar. Mot gården ser man samma utförande, dock av en mer sparsam karaktär, bland annat genom att delar av takkuporna här är klädda i träpanel. På innergården finns även ett gårdshus av senare datum i byggnadens södra del. Gårdshuset är uppfört helt i tegel med ett utskjutande, rundat trapphus och täcks av ett flackt plåttak.

## Historia
Gården har kända ägare sedan 1662, men den nuvarande byggnaden byggdes troligen 1712 av handelsmannen Mickel Swertfeger, vilken ersatte en gård byggd av Wulf Kock, som brunnit ner 1708. Änkan Elna Wulfsdotter Swertfeger överlät år 1722 gården till sin måg apotekaren och rådmannen Niklas von Dohren och 1736 såldes gården till borgmästaren Petter Pihl d.y.  Denne ägde gården fram till sin död 1759 under vilken tid den var känd som den mest påkostade privatbostaden i staden. Vid den här tiden var den nuvarande byggnaden en huvudbyggnad i ett mycket större gårdskomplex som sträckte sig runt stora delar av nuvarande kvarteret Magnus Stenbock från Norra Storgatan, till Strömgränden och Kullagatan. Den omfattade tomterna 46, 47 och 48 enligt 1787 års tomtnumreringskarta. Petter Pihl var en mycket härsklysten man, som var känd som "kungen av Helsingborg". Det berättas att han kommenderat sin betjänt att "slå hatten av förbipasserande på Storgatan om de icke blottade huvudet vid passerandet, även vid sådana tillfällen då husets herre inte var tillstädes". Han skötte även sitt ämbete från bostaden och ville man få tag på handlingar från staden mellan 1756 och 1759 var det dit man var tvungen att gå. År 1749 företog Linné sin skånska resa och när han besökte Helsingborg var Gamlegård hans bostad.
Efter Pihls död ärvdes gården, genom ett komplicerat arvskifte, av direktör Fredrik Wilhelm Cöster, som fick tillträde till gården 1761. Nu blev gården centrum för Cösters dykeriverksamhet inom Södra dykeri- och bärgningskompaniet. År 1766 skulle bostaden vara bostad för Gustav III:s blivande gemål, då hon skulle stanna i Helsingborg på sin överresa från Danmark. Till denna händelse lät Cöster renovera Gamlegård och klä den enligt den tidens stilideal – rokokon. Han lät måla fasaden vit och lät på undervåningen placera ut pilastrar samt satte in en ny dörr med nytt överstycke. Till gården hörde vid denna tid flera andra byggnader med olika funktioner. På vardera sidor om huvudbyggnaden låg korsvirkeshus i en våning. Det norra var från cirka 1778 och var vitmålat med oljefärg, medan det södra troligen byggdes kring 1760 och var liksom huvudbyggnaden målat och klätt med pilastrar. Längs Strömgränden låg ett envåningshus från 1730-talet, som användes som packhus och brygghus. I hörnet Strömgränden-Kullagatan låg två lägre packhus från samma tid och längst i norr längs Kullagatan låg ett lager för Cösters dykeribolag från 1780-talet.
Cöster ägde gården fram till sin död 1797. Därefter vet man att kommerserådet och handelsmannen Peter Möller ägt gården mellan 1801 och 1823. Denne drev en handelsbod och tobaksfabrik i gården, enligt uppgift ska tobaksfabriken mest bestått i att Möller lät fylla karduser med sin stämpel på med insmugglad tobak. När Jean Baptiste Bernadotte, den blivande kung Karl XIV Johan, landsteg i Sverige för första gången var det i Helsingborg. Han bodde då i Gamlegård i väntan på sin färd norrut. Efter Möller har huset bland annat ägts av häradshövdingen och borgmästaren Håkan Lundberg och handlande Johan Elers fram till dess att företagaren och sedermera konsulen Nils Persson köpte gården av Elers år 1864 för 45 000 riksdaler.
Under Perssons tid fungerade gården som dennes privatbostad, men även som kontor för Perssons företag, Skånska superfosfat- och svavelsyrefabriks AB samt för vin- och spritföretaget Persson & Cronzell AB. Persson renoverade också byggnaden och klädde bland annat in gårdsfasaden med oljemålade brädor, byggde till ett gårdhus och uppförde 1880 en ny byggnad mot Strömgränden med Mauritz Frohm som arkitekt. Under åren 1902 till 1912 ägdes gården av Persson & Cronzell och bland annat tillverkades den välkända "Militär-Punschen" i gårdens källare. Företaget styckade även av gården och lät uppföra nya bostads- och affärsbyggnader mot Kullagatan 1904 och 1907. År 1919 köptes Gamlegård av Nils Perssons dotter, doktor Martha P:son Henning, som 1921 lät arkitekt August Stoltz återföra gården till sitt ursprungliga utseende med synligt korsvirke. Nu la man även till frontespisen och takkuporna. P:son Henning använde huset som bostad och plats för sin mottagning och bebodde huset fram till sin död 1969. År 1971 förvärvades huset av Förbundet FB, som ägt byggnaden sedan dess och använder det som ordenshus.

## Kulturhistoriskt skydd
Gamlegård skyddas sedan den 16 januari 1967 som byggnadsminne. Redan 1955 beslutades dock om skydd av byggnaden baserat på 1942 års lag om skydd för kulturhistoriskt märkliga byggnader. När lagen om byggnadsminnen (1960:690) infördes 1960 upphävdes dock den äldre lagen och frågan om skydd för fastigheten var tvunget att tas upp nå nytt. Efter en granskning av skyddsföreskrifterna inom ramen för byggnadsminneslagen ansöktes om byggnadsminnesförklaring av Gamlegård hos Riksantikvarieämbetet 1962. Efter att yttranden från berörda parter hämtats in inväntades endast en ändring av stadsplanen som inkluderade Gamlegård innan byggnaden slutligen kunde förklaras om byggnadsminne 1967. Förutom byggnasminnesmärkningen skyddas byggnaden även mer allmänt genom att Helsingborgs stadskärna är klassad som riksintresse för kulturmiljövården.

## Nuvarande användning
Byggnaden köptes som nämns ovan upp av Förbundet FB i Helsingborg 1971. Ägandes lades dock över på ett fristående bolag, Fastigheten Gamlegård i Helsingborg AB, 1988. Förbundet FB använder de översta våningarna som ordenshus och möteslokaler, medan bottenvåningen och källaren hyrs ut som restaureringsverksamhet. Fram till 2009 inhystes Wärdshuset Gamlegård i dessa lokaler och därefter övertogs verksamheten av Birgitta Kvist och Magnus Wåhlander, som efter en inre renovering invigde baren och restaurangen Madame Moustache i juni 2010. Den nya krogens inredning hämtar sin inspiration från huset och dess 1700-talshistoria, tolkat på ett fritt och mer modernt vis. Bland annat blandas jugendmönstrade tapeter med silvriga rokokofåtöljer med foder i röd sammet i ett rum och medaljonger och vykortstryck i ett annat. Toaletten tapetseras av mangaserier, men har en ljuskrona i taket. Känslan ska vara fransk och smådekadent, "kitschigt med ändå folkligt". Dock har flera detaljer lämnats orörda, bland annat innertaket och snickerier. På grund av att byggnaden är skyddad måste all inredning kunna återställas om så behövs.